# Annales de philosophie chrétienne
Les Annales de philosophie chrétienne sont une revue catholique mensuelle fondée en 1830 par Augustin Bonnetty qui en conserve la tête jusqu'à sa mort en 1879. Sous la direction de son fondateur, elle défend la « science catholique » avant de prendre, avec ses successeurs, une orientation thomiste puis de s'opposer progressivement à la néoscholastique, en défendant alors la « science chrétienne ».   
Achetée en 1905 par Maurice Blondel et dirigée par Lucien Laberthonnière, la revue devient un organe du courant moderniste de l'Église catholique.  Frappée par l'Index dans le contexte de la crise moderniste, elle disparait en 1913.  

## Éléments d'histoire

### «Revue catholique» (1830 - 1879)
Le premier numéro des Annales de philosophie chrétienne voit le jour le 31 juillet 1830, sous l'impulsion d'Augustin Bonnetty (1798-1879), un catholique ayant étudié au séminaire de Digne puis, resté à l'état laïc, s'étant consacré aux études de philosophie et de théologie.  
Influencé par Lamennais, son objectif était de souligner l'accord entre la science et la religion ainsi que de montrer comment les diverses sciences ont contribué à la démonstration du christianisme,  « pour montrer la supériorité intellectuelle du catholicisme ». Ainsi, dès le premier numéro lancé avec l'aide de l'abbé Savornin et du docteur Bayle, cet organe de « science catholique » se pose en « conciliateur entre la science de Dieu et celle du siècle ». Il s'intéresse particulièrement aux disciplines telles que l'histoire, la géologie, la paléontologie ou encore l'archéologie préhistorique, dans des visées souvent apologétiques, par exemple dans l'idée d'apporter la confirmation de l'historicité de la Genèse. En 1855, les Annales absorbent L'Université catholique, une publication ultramontaine fondée en 1836 par Philippe Gerbet, dont Bonnetty avait pris la direction dès 1838 mais dont le tirage était devenu confidentiel. 

### «Revue chrétienne» (1880 - 1905)
En 1879, l'année de la mort de Bonnetty, le titre est racheté par Xavier Roux, un disciple de Frédéric Le Play, et devient l'organe de la Société de Saint-Thomas-d'Aquin qui rassemble le milieu intellectuel thomiste gravitant autour de l'Institut catholique. Les Annales sont reprises en 1884 par l'abbé Joseph Guieu - « partisan d'un thomisme modéré mis en accord avec les progrès sérieux et constatés des sciences » -, la revue devient l'instrument de la « science chrétienne » défendue par Maurice d'Hulst et accueille pendant près de dix ans essentiellement des articles provenant des enseignants de l'université fondée par le prélat. De l'opposition à cette nouvelle ligne résulte l'apparition, dès 1880, des Nouvelles Annales de philosophie catholiques qui tentent de renouer avec  la tradition des Annales de Bonnetty.    
Un nouveau directeur prend la tête de la publication à partir d'avril 1895 - l'abbé Charles Denis (1860-1905) - qui, en excluant peu à peu le thomisme en réaction à l'émergence de la néoscolastique, l'oriente vers « l'école spiritualiste » tandis que Hulst crée la Revue de l'Institut catholique de Paris. Durant cette période, la revue affirme compter uns soixantaine de collaborateurs, en France et à l'étranger, membres du clergé ou laïcs (comme Charles Maurras et Georges Sorel) et professeurs de diverses universités.

### Revue «moderniste» (1905 - 1913)
À la mort de l'abbé Denis en juin 1905, la revue est rachetée - secrètement - par le philosophe Maurice Blondel qui en confie la direction le mois suivant à l'oratorien Lucien Laberthonnière, les deux hommes, amis de longue date, partageant la méfiance de leur prédécesseur envers la néoscolastique. Les Annales constituent alors un carrefour ouvert aux idées et recherches de l'époque, accueillant alors des intellectuels catholiques parmi les plus importants de l'époque comme Édouard Le Roy, Henri Bremond, Friedrich von Hügel, Georges Tyrell, Pierre Duhem, Antonio Fogazzaro, Louis Canet.
Le premier numéro de la nouvelle mouture parait en octobre 1905 et met en exergue une citation d'Augustin Hippone : 

« Cherchons donc comme cherchent ceux qui doivent trouver, et trouvons comme trouvent ceux qui doivent chercher encore ; car il est dit : « l'homme qui est arrivé au terme ne fait que commencer » . »

Après la parution de encyclique Pascendi en septembre 1907, différentes publications - l'Univers, l'Écho de Paris, … - accusent les Annales de « modernisme » et, l'année suivante, tandis que Laberthonnière entretient une controverse sur la nature du dogme avec des membres de l'Institut catholique, Tyrell demande d'être rayé de la liste des collaborateurs pour ne pas attirer davantage d'ennuis à la publication.  Une série d'articles publiés en 1909 et 1910 par Blondel - sous le pseudonyme de Testis - qui, s'intéressant à la nature et à la portée du catholicisme social, prennent la défense des Semaines sociales, attirent contre la revue l'inimitié des théologiens proches de l'Action française. Les années suivantes, les attaques de l'Action française contre la revue se multiplient qui agitent à son encontre l'épouvantail du modernisme auprès des autorités romaines. 
Le 5 mai 1913, un décret du Saint-Office met à l'Index la collection des Annales de 1905 à 1913, c'est-à-dire tous les numéros parus sous la direction Blondel et Laberthonnière, ce dernier étant lui-même interdit publier quoi que ce soit. Après quelque temps d'hésitation, l'équipe de la revue décide de ne pas poursuivre la publication et s'arrête dans sa 84e année, avec la livraison de mai-juin 1913, 4e série, tome 16, 166e de la collection. 